# Olga Petrova

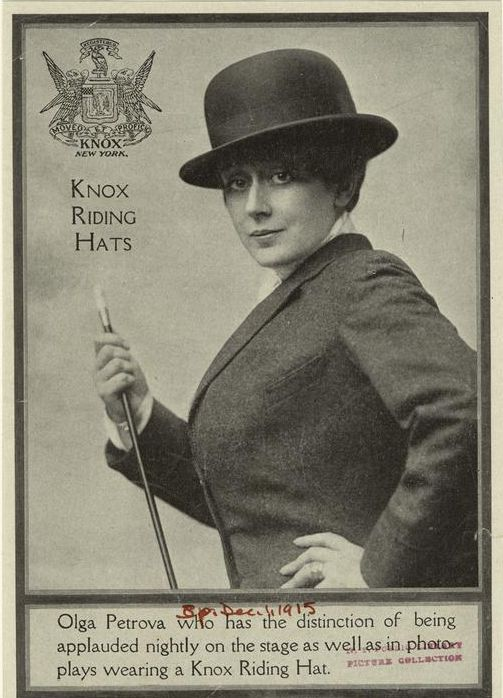
Olga Petrova 1915

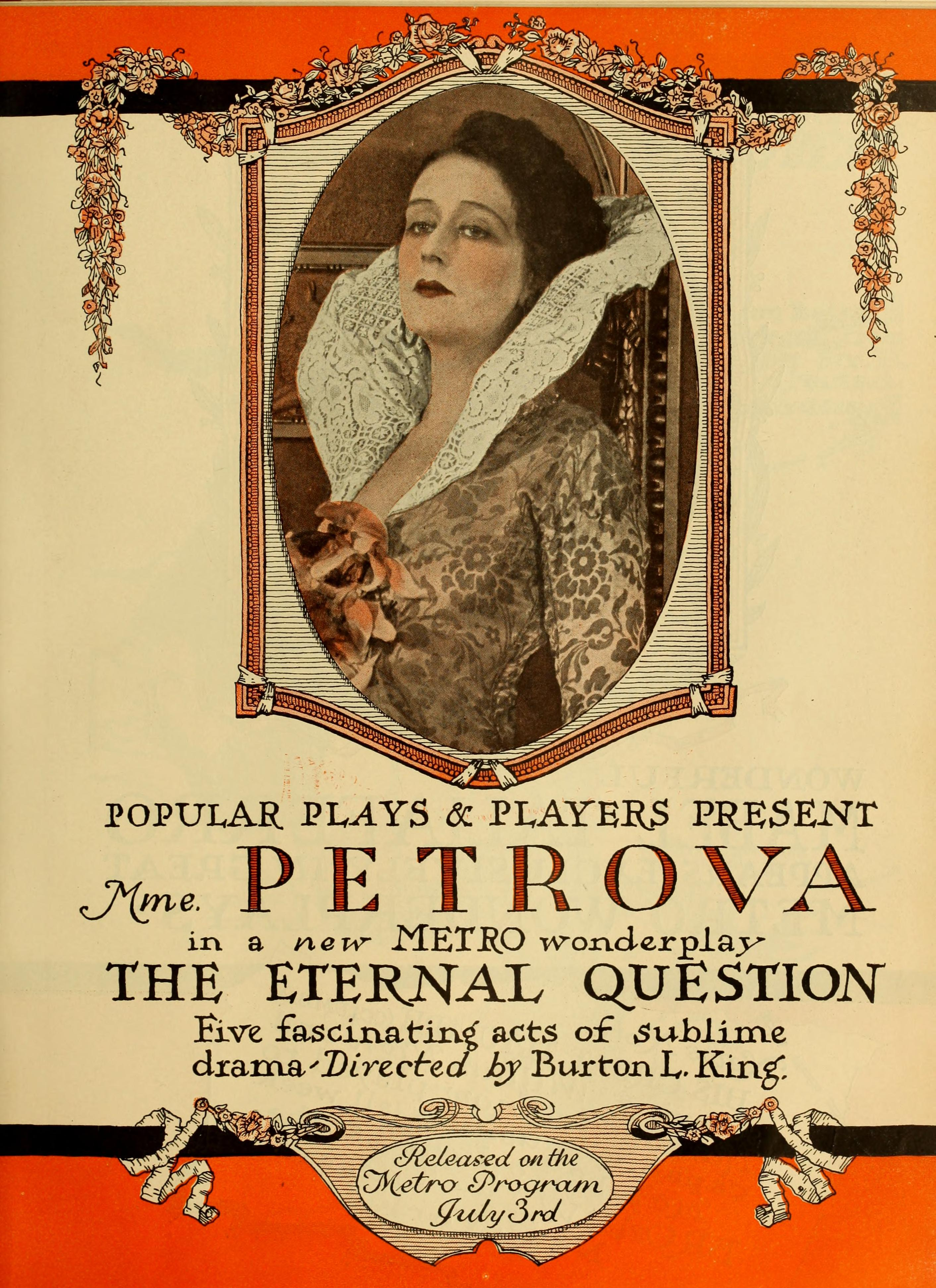
Werbeplakat The Eternal Question 1916

Olga Petrova (gebürtig Muriel Harding; * 10. Mai 1884 in Liverpool; † 30. November 1977 in Clearwater, Florida) war eine englische Schauspielerin, Drehbuchautorin und Dramatikerin.

## Leben
Geboren als Muriel Harding in England, zog sie in jungen Jahren in die USA und wurde ein Star mit dem Künstlernamen Olga Petrova. Petrova begann ihre Karriere im Varieté, bevor sie zum Film wechselte. Petrova spielte in einer Reihe von Filmen für Solax Studios und Metro Pictures in der Regel die Rolle einer Femme fatale. Die meisten ihrer Filme sind heute nicht mehr vorhanden. Sie schrieb auch zahlreiche Drehbücher.

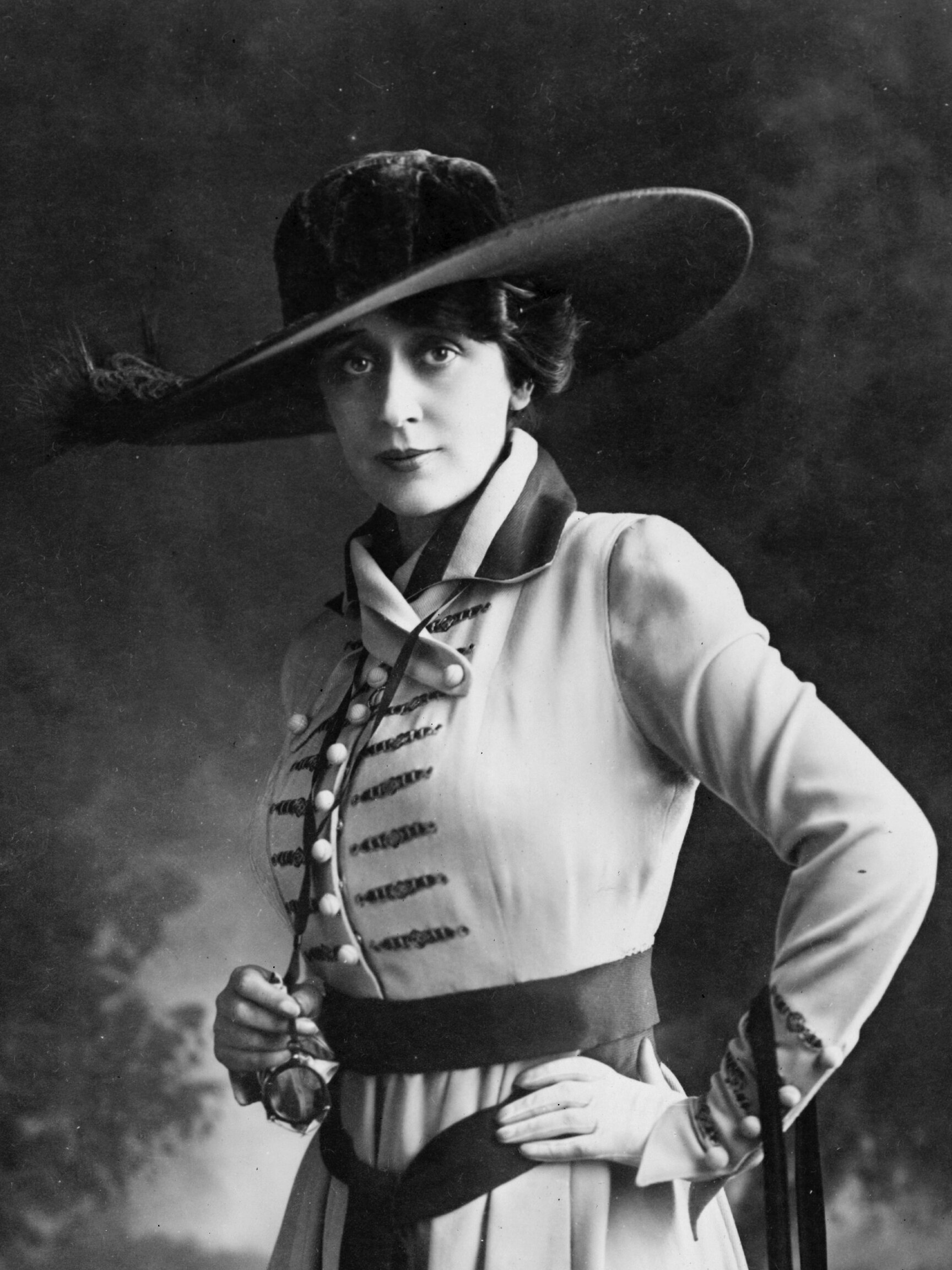
Olga Petrova, 1917

In den 1920er Jahren schrieb sie drei Theaterstücke und reiste durch das Land mit einer Theatergruppe. 1923 schrieb sie das Drama und spielte auch die Hauptrolle in dem Stück Hurricane, das ein großer Erfolg in New York wurde. Das Stück wurde auch in Los Angeles inszeniert und mit großem Erfolg bis Ende 1925 aufgeführt.
Im Jahr 1942 veröffentlichte sie ihre Autobiografie mit dem Titel Butter With My Bread.
Sie starb im Jahre 1977 im Alter von 93 Jahren. 1960 wurde sie mit einem Stern auf dem Hollywood Walk of Fame geehrt.

## Filmografie (Auswahl)
- 1912: Departure of a Grand Old Man
- 1914: The Tigress
- 1915: The Heart of a Painted Woman
- 1915: The Vampire
- 1915: The Bludgeon
- 1915: My Madonna
- 1916: What Will People Say?
- 1916: The Soul Market
- 1916: Playing with Fire
- 1916: The Scarlet Woman
- 1916: The Eternal Question
- 1916: Extravagance
- 1916: The Black Butterfly
- 1917: Bridges Burned
- 1917: The Secret of Eve
- 1917: The Waiting Soul
- 1917: The Soul of Magdalen
- 1917: The Undying Flame
- 1917: Law of the Land
- 1917: To the Death
- 1917: The Silence Sellers
- 1917: Exile
- 1917: More Truth Than Poetry
- 1917: Daughter of Destiny
- 1918: The Light Within
- 1918: The Life Mask
- 1918: Tempered Seed
- 1918: The Panther Woman
- 1928: Kira Kiralina